# Albury Wodonga Bandits

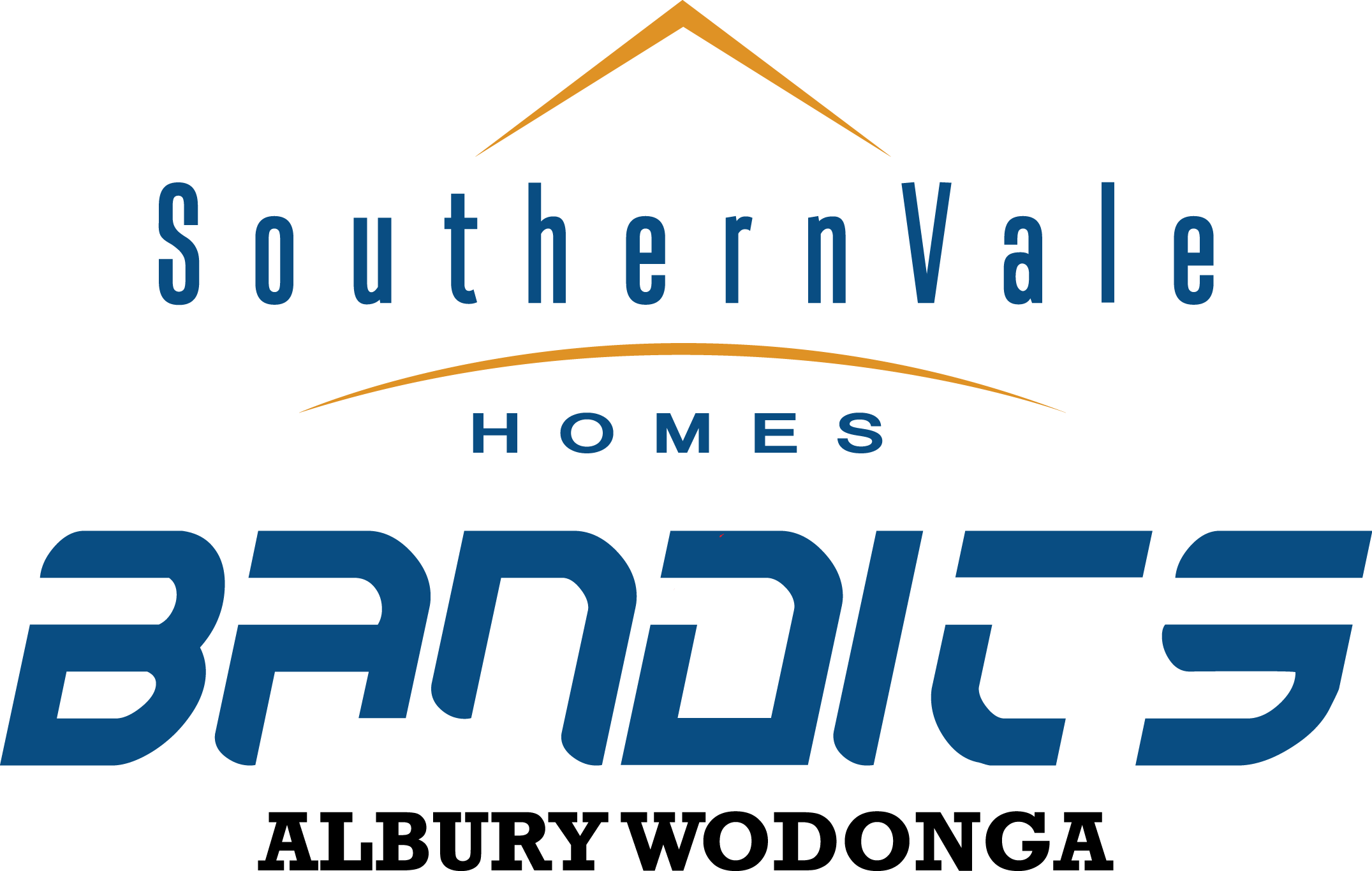
Albury-Wodonga Bandits

El Albury Wodonga Bandits es un equipo de baloncesto australiano perteneciente a la Conferencia Este de la Liga de Baloncesto del sudeste australiano (SEABL) perteneciente a la Asociación Australiana de Baloncesto (ABA) 

## Jugadores destacados que han militado en sus filas
Nick Grylewicz, Damien Robertson